# Wesley Sonck
Wesley Sonck (ur. 9 sierpnia 1978 w Ninove) – belgijski piłkarz występujący na pozycji napastnika.

## Kariera klubowa
Wesley Sonck zawodową karierę rozpoczynał w 1996 roku w RWD Molenbeek, jednak w jego barwach zadebiutował dopiero w sezonie 1997/1998. W 1998 roku Belg przeniósł się do Germinalu Ekeren, którego nazwa została później zmieniona na Germinal Beerschot Antwerpia. Przez dwa sezony spędzone w tym zespole Sonck rozegrał 60 meczów i strzelił osiemnaście bramek. W letnim okienku transferowym w 2000 roku belgijski napastnik podpisał kontrakt z KRC Genk. W 2002 roku sięgnął z nim po tytuł mistrza kraju oraz zdobył krajowy superpuchar. Przez trzy lata spędzone w drużynie z Genku Sonck dwa razy został królem strzelców belgijskiej ekstraklasy - w sezonie 2001/2002 zdobywając 30, a w sezonie 2002/2003 23 bramki (tyle samo co Cédric Roussel). Świetna skuteczność sprawiła, że latem 2003 roku Sonck za około pięć milionów euro odszedł do Ajaksu Amsterdam. W debiutanckim sezonie w 29 występach zaliczył dziewięć trafień, a podczas kolejnych rozgrywek został wypożyczony do Borussii Mönchengladbach. Dwa miesiące po przybyciu do nowego zespołu choroba nerek wykluczyła go z gry do końca sezonu 2004/2005. W późniejszym czasie Belg na stałe dołączył do ekipy „Die Fohlen”, jednak znów prześladowały go problemy zdrowotne. Latem 2005 roku doznał złamania trzech żeber i do gry powrócił dopiero pół roku później podczas przegranego 3:1 pojedynku z Bayernem Monachium. Na początku sezonu 2006/2007 wychowanek RWD Molenbeek doznał urazu kolana, przez który musiał pauzować przez trzy miesiące. Po zakończeniu ligowych rozgrywek Sonck powrócił do kraju i został zawodnikiem Club Brugge. W drużynie ze Stadionu Jana Breydela tworzył duet napastników z François Sterchele, który 8 maja zginął w wypadku samochodowym. W 2010 roku przeszedł do Lierse SK. Następnie grał w Waasland-Beveren i KE Appelterre-Eichem

## Kariera reprezentacyjna
W reprezentacji Belgii Sonck zadebiutował 2 czerwca 2001 roku w przegranym 3:1 spotkaniu z Łotwą. Następnie Robert Waseige powołał go do 23-osobowej kadry na Mistrzostwa Świata 2002. Na boiskach Korei Południowej i Japonii Belgowie dotarli do 1/8 finału, w której zostali wyeliminowani przez późniejszych triumfatorów turnieju - Brazylijczyków. Sonck na mistrzostwach pełnił rolę rezerwowego, jednak zagrał w każdym z czterech meczów. W zwycięskim 3:2 pojedynku grupowym z Rosją w 78 minucie zdobył bramkę na 2:1.